# 지금형 주화

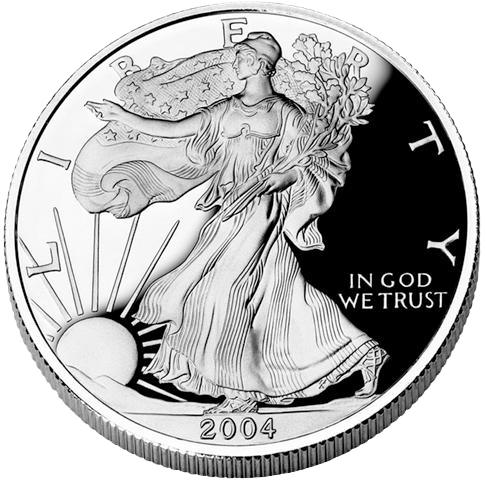
지금형 은화 2004년 미국 실버 이글

지금형 주화(地金型 鑄貨, 영어: Bullion coin)는 귀금속으로 만든 주화로 일상생활에서의 경제 활동 수단보다는 귀금속 가치의 저장 수단으로 쓰이거나 투자 대상으로 쓰인다. 영국에서는 투자용 주화를 1800년 이후에 만들어졌으며, 900‰ 이상의 순도를 가고 있고, 발행한 나라에서 법정 주화로 쓰이거나 쓰였던 주화라고 규정하고 있다.
지금형 주화는 주로 금과 은으로 만들지만 백금과 팔라듐 등으로 만든 지금형 주화도 있다. 또한 무게가 다양해 대개 1트로이 온스를 기준으로 하지만 킬로그램 단위의 지금형 주화도 있다.
지금형 주화는 생산 비용과 보관 및 유통 비용, 작은 크기 때문에 귀금속 가격보다 더 높은 할증 가격에서 거래된다. 어떤 귀금속으로 만들었는지, 주화의 모양이나 무게가 어떠한지, 주화의 수요가 어떤지가 할증 가격에 영향을 미친다.
잘 알려진 지금형 주화로는 남아프리카 공화국의 크루거랜드, 영국의 소브린 금화와 퀸즈 비스트 은화, 캐나다의 메이플 리프 금화와 메이플 리프 은화, 미국의 골드 이글과 실버 이글, 멕시코의 리베르타드, 중화인민공화국의 팬더 금화와 팬더 은화 등이 있다.

## 같이 보기
- 금화
- 은화
- 주화